# Neoarius berneyi
Neoarius berneyi är en fiskart som först beskrevs av Whitley, 1941.  Neoarius berneyi ingår i släktet Neoarius och familjen Ariidae. IUCN kategoriserar arten globalt som livskraftig. Inga underarter finns listade i Catalogue of Life.